# آخمان

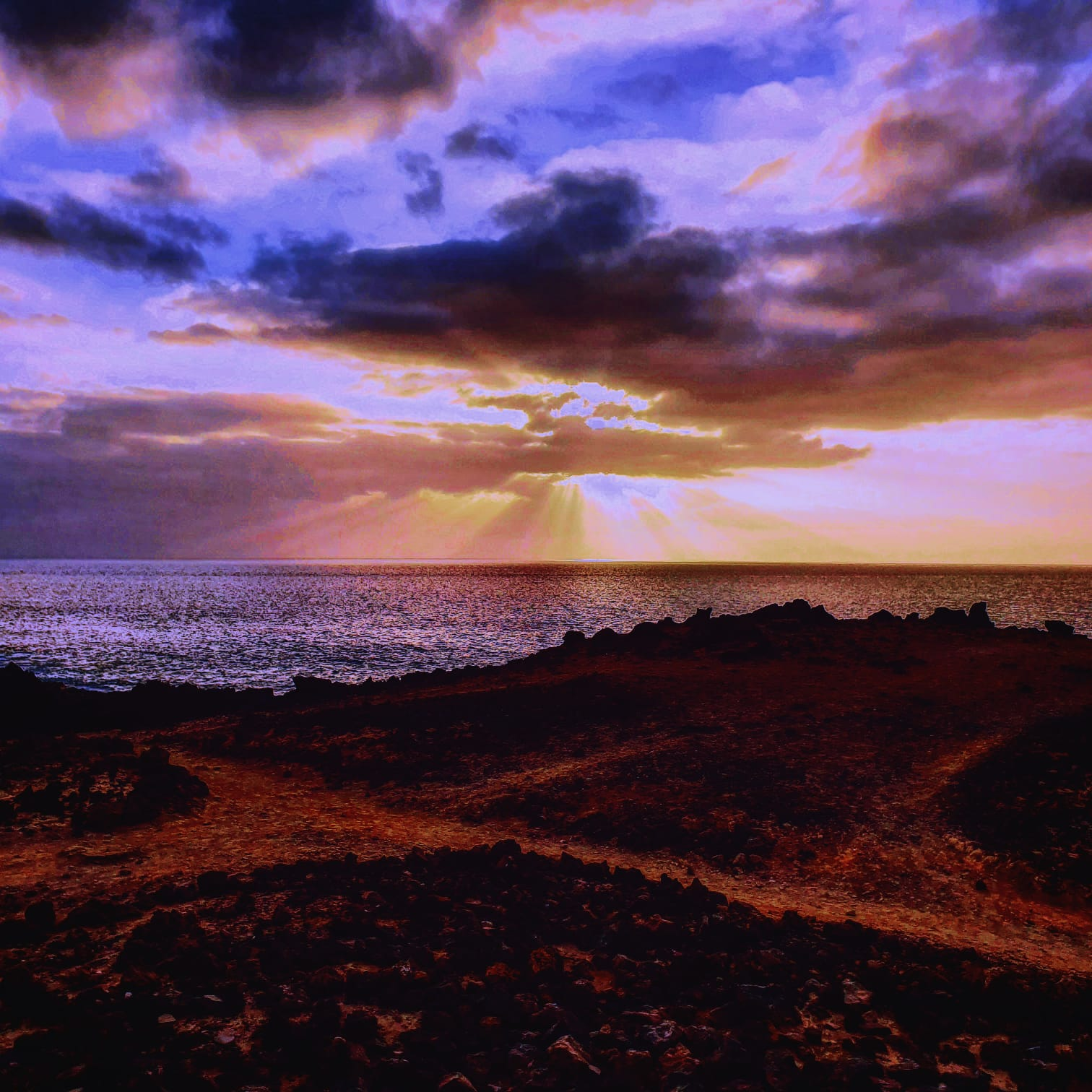
آخمان إله السماء

آخمان (بالإنجليزية: Achamán)‏ هو الإله الأعلى للغوانش في جزيرة تنريفي؛ إنه الإله الأب والخالق. والاسم يعني حرفيا «السماء». وفي أسطورته أن آشامان أو آخمان خلق، وهو إله أبدي كلي القدرة، الأرض والماء، والنار والهواء (العناصر الأربعة)، وأن جميع الكائنات استمدت وجودها منه. ولقد عاش آشامان في المرتفعات ويهبط في بعض الأحيان إلى قمم الجبال؛ ليفكر في إبداعاته.